# Helogale
Genre
Ce genre de mangoustes comprend les espèces suivantes :
- Helogale hirtula (Thomas, 1904), Mangouste naine orientale
- Helogale parvula (Sundevall, 1847), Mangouste naine du Sud
- Helogale undulata (Peters, 1852), Mangouste naine de l'Est

## Morphologie
C'est la plus petite des mangoustes. Elle vit en colonie et ne pèse pas plus de 260 grammes.

## Relation avec les calaos
La mangouste naine entretient un lien de symbiose avec le calao, un oiseau exotique à l'énorme bec (notamment le calao à bec rouge ou le calao à bec jaune). Ce dernier les prévient des dangers ce qui permet à la mangouste de se concentrer sur sa chasse lors de laquelle elle lève des insectes et des petits reptiles qui sont la nourriture des calaos.
Leurs liens sont étroits et tous les matins les calaos attendent leurs mangoustes au sortir de leur gîte, n'hésitant pas à lancer des appels pressants pour les réveiller. De la même façon, les mangoustes hésitent à sortir si les calaos ne sont pas présents.